# Bosnier
Bosnier (serbokroatisch Bosanac, bosnisch: Bosanac, Pl.: Босанци Bosanci) kann einen Staatsangehörigen des Gesamtstaates Bosnien und Herzegowinas oder den Einwohner des Landesteils Bosnien bezeichnen. Die Bezeichnung wird dabei unabhängig von Religion oder Ethnie verwendet.
Im Ausland wird der Begriff fälschlicherweise auch häufig synonym mit Bosniaken, im Sinne einer vermeintlichen Titularnation, verwendet. Der Begriff Bosniaken bezeichnet jedoch nur die bosnischen Muslime (im ethnischen Sinn) unter Nichtbeachtung der bosnischen Serben und Kroaten.

## Ethnien

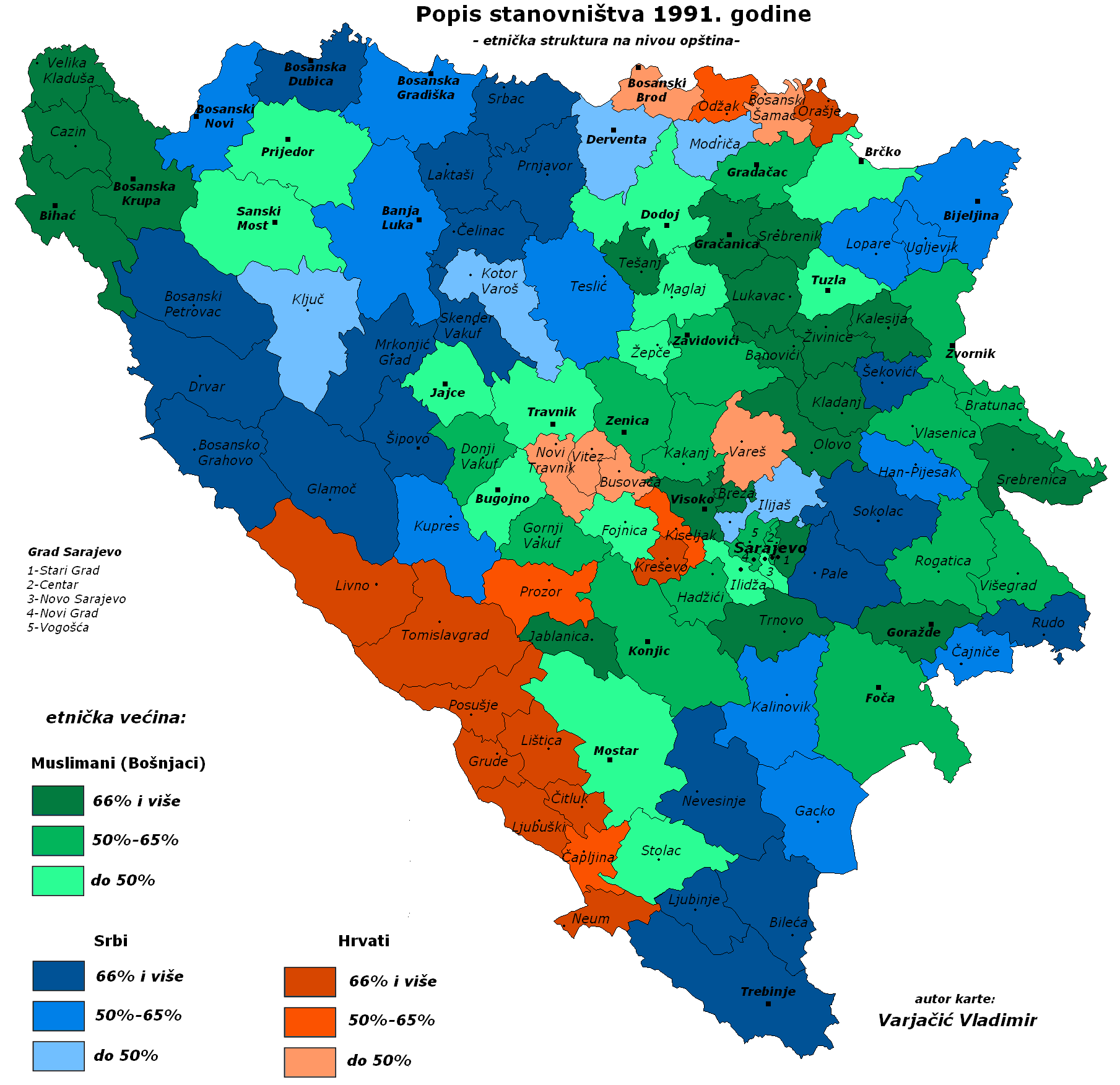
Bevölkerungsmehrheiten in Bosnien und Herzegowina im Jahre 1991 (vor Ausbruch des Bosnienkriegs)

Die meisten Bosnier gehören einer oder mehrerer der drei großen ethnischen Gruppen des Landes – Bosniaken, Kroaten und Serben – an, die sich entlang konfessioneller Grenzen herausgebildet haben, jedoch dieselbe Sprache sprechen.

## Religionen
Laut dem Zensus von 2013 bekennt sich in Bosnien-Herzegowina eine Mehrheit von ca. 50,7 % zum Islam (zumeist Bosniaken), gefolgt vom orthodoxen Christentum mit ca. 30,7 % (zumeist serbische Bosnier) und der römisch-katholischen Kirche mit ca. 15,2 % (zumeist kroatische Bosnier). 0,3 % sind Agnostiker und 0,8 % Atheisten. 2,3 % gehören anderen Religionen an oder gaben keine Antwort.

## Sprache
Die überwiegende Mehrheit der Bosnier spricht die štokavisch-ijekavische Variante des Serbokroatischen, die je nach persönlicher Präferenz als Bosnisch, Kroatisch oder Serbisch bezeichnet wird. Verbreitet sind auch die Angaben naš jezik („unsere Sprache“) oder lokalni jezik („lokale Sprache“), um die ethnische Zuordnung zu umgehen. Eine bedeutende Minderheitensprache ist das Romani.

## Bosnische Diaspora
In der Diaspora leben Bosnier vor allem in Nordamerika und Westeuropa. Zumeist kamen sie dorthin als Arbeitsmigranten („Gastarbeiter“) oder nach Beginn des Bosnienkrieges 1992 als Kriegsflüchtlinge. In Deutschland lebten im Jahr 2013 rund 240.000 Bosnier.